# Cold Cave
Cold Cave er et synth/pop-band fra USA.

## Diskografi
- Love Comes Close (2009)

| Musikgruppe | Spire Denne artikel om en amerikansk musikgruppe er en spire som bør udbygges. Du er velkommen til at hjælpe Wikipedia ved at udvide den. |